# 搖滾樂是淑女的嗜好
《搖滾樂是淑女的嗜好》是福田宏所繪製的日本青年漫畫。2022年10月28日開始在雙周刊《Young Animal》連載，2023年4月起經Young Animal Comics發行實體單行本。。本作講述繼承已故生父搖滾精神、但因為母親改嫁貴族繼父而踏入貴族女子學校求學的少女鈴之宮莉莉紗和校園學生組成搖滾樂團延伸的各種事件。
2024年7月22日，宣佈將改編為電視動畫，由BN Pictures擔任動畫製作，2025年4月至6月播放。

## 故事簡介
儀態端莊氣質高雅的女子高中生鈴之宮莉莉紗，轉學到貴族女子學校「櫻心女學園高等部」不到一個月。她原本是庶民，因為父親亡故，親生母親改嫁貴族繼父，才得以進入這所學校就讀，她在學校裡面一直過著謹小慎微的拘束生活，學識儀態、品味嗜好各方面她都維持著貴族的高雅形象。然而，她自小就從已亡故的親生父親身上繼承了搖滾精神，心中仍燃燒著熾熱的搖滾靈魂，其實並不甘心過著如此拘謹的貴族生活。有一日廢棄舊校舍的音樂教室傳來打鼓聲音，她走近察看發現同為一年級的黑鐵音羽正在揮汗如雨敲擊著樂鼓，貴族大小姐居然擊打著搖滾樂的鼓。音羽注意到她的存在，看著她手指上的吉他繭，試圖邀請她一起參與即興演奏，卻被她以不符淑女的優雅形象而拒絕，不死心的音羽加碼挑釁，採用激將法嘲諷她太笨拙才不敢接戰，莉莉紗深藏心底的搖滾魂頓時被激起，隨即進行了一場暢快淋漓的搖滾合奏。在見識到彼此對搖滾樂的熱情後，兩人情投意合相見恨晚，一個由貴族少女組建的搖滾樂團於焉產生。

## 登場人物

### Rock Lady
第一次全體演出由於沒有決定好團名；故白矢先以「Blanc de Noir+α」向live house報備。後在第二次演出前，由愛莉珠提議此團名，獲得全體採納。
鈴之宮莉莉紗（聲：關根明良）
本作主角，「搖滾淑女」樂團的吉他手。就讀櫻心女學園高等部一年B班；故事開始時轉學還未滿月。
莉莉紗原本是庶民，因為父親亡故，親生母親改嫁給貴族繼父，獲得貴族身份後才得以進入這所學校就讀，她在學校裡面一直過著謹小慎微的拘束生活，學識儀態、品味嗜好各方面她都維持著貴族的高雅形象，正積極爭取學校的最高榮譽稱號「高潔的淑女」，對於自己曾經是庶民一事秘而不宣。她這麼想取得這個稱號的原因全是為了她的親生母親，她母親改嫁到鈴之宮家，卻因貴族血統不純正而被其他家族成員冷眼對待，身為女兒的莉莉紗，想藉著這個榮譽稱號減輕鈴之宮家族成員對她母親的歧視壓力。然而，她自小就從已亡故的親生父親身上繼承了搖滾精神，心中仍燃燒著熾熱的搖滾靈魂，她其實不是那麼渴望獲得這個榮譽稱號，並不甘心過著如此拘謹的貴族生活。她在無意間撿到黑鐵音羽掉落的吉他撥片，跟隨著音羽進到廢棄舊校舍的音樂教室，隨即進行了一場暢快淋漓的搖滾演奏，這才讓她邂逅了這位值得交往一生的搭檔，兩人合力組建了一個搖滾樂團「搖滾淑女」。
黑鐵音羽（聲：島袋美由利）
「搖滾淑女」樂團的鼓手。就讀櫻心女學園高等部一年C班。
學校裡最受人憧憬的貴族千金，她的儀態姿容非常優美，風姿綽約完美無瑕。但只要她進入演奏樂器的狀態，說話就會開始變得粗俗鄙陋。她的鼓技精湛，演奏中擁有壓倒性存在感，能靠打鼓氣勢壓制住對手。
院瀨見蒂娜（聲：福原綾香）
「搖滾淑女」樂團的鍵盤手，二年級高中女生，也是學生會副會長。她有著高挑身材與中性外貌，而被稱為「櫻心的王子」，實際上她缺乏自信，遇到突發事件就會對著她的玩偶「小兔美」自言自語。她偶然聽到莉莉紗的演奏，為了增加自己的自信心選擇加入「搖滾淑女」樂團，擔任樂團的鍵盤手。平時會穿著塑型內衣掩蓋自己豐滿的胸部。
白矢環（聲：藤原夏海）
「搖滾淑女」樂團的貝斯手，二年級高中女生。櫻心女學園姊妹校「黑百合學園」的學生，现任警视总监白矢石继之女。很早就認識黑鐵音羽。曾參加一個搖滾樂團，是樂團裡面的吉他手，但因理念不合而退出。在經歷與「搖滾淑女」樂團對戰後，她選擇加入莉莉紗她們的樂團，並且成為樂團裡面的貝斯手。對自己與他人都非常嚴格。
鈴之宮愛莉珠（聲：白砂沙帆）
莉莉紗的義妹。因為父母再婚而成為莉莉紗的義理妹妹，對此抱持不滿態度。因某個機緣得知莉莉紗她們秘密組建了一個搖滾樂團，卻被她們的演奏和熱情所吸引，並且成為她們樂團的第一位粉絲愛好者。

### 其他角色
鈴之宮有花（聲：名塚佳織）
莉莉紗的親生母親，愛莉珠的義母。由於再婚嫁入豪門；導致個性看似溫婉大方；實則為了守住得來不易之上流階層的身分，一察覺莉莉紗有異樣，就會露出冷酷苛刻的一面。
小林真司（聲：高橋廣樹）
莉莉紗的親生父親，有花的前夫，落魄的搖滾樂手，讓莉莉紗小時候對搖滾樂開始有興趣的推手，和妻子有花離婚後音訊不明，僅在莉莉紗過往記憶中登場。
真理子（聲：沼倉愛美）
音樂場所-「MIX HALL」的經營者，動畫裡多被主角群稱呼為店長，與白矢環似乎為舊識，對於音樂評鑑有其一定的專業，聽過「搖滾淑女」樂團的演奏後給予肯定但也坦言無主唱的樂團發展有其一定的風險。

## 出版書籍
| 冊數 | 白泉社         | 白泉社                 | 長鴻出版社    | 長鴻出版社             |
| 冊數 | 發售日期       | ISBN                   | 發行日期      | ISBN                   |
| ---- | -------------- | ---------------------- | ------------- | ---------------------- |
| 1    | 2023年4月28日  | ISBN 978-4-592-16476-0 | 2024年8月21日 | ISBN 978-626-009-017-3 |
| 2    | 2023年6月29日  | ISBN 978-4-592-16477-7 |               |                        |
| 3    | 2023年10月27日 | ISBN 978-4-592-16478-4 |               |                        |
| 4    | 2024年2月29日  | ISBN 978-4-592-16479-1 |               |                        |
| 5    | 2024年7月29日  | ISBN 978-4-592-16480-7 |               |                        |
| 6    | 2024年11月28日 | ISBN 978-4-592-16716-7 |               |                        |
| 7    | 2025年3月28日  | ISBN 978-4-592-16717-4 |               |                        |

## 電視動畫

### 製作人員
- 原作：福田宏
- 導演：綿田慎也
- 系列構成、劇本：安川正吾
- 角色設計：宮谷里沙
- 色彩設計：大塚真純
- 美術監督：坂上裕文
- 美術設計：淺見由一
- 攝影監督：渡邊實花
- 音響監督：菊田浩巳
- 動畫製作：BN Pictures

### 主題曲
片頭曲Ready to Rock
演唱、作曲、编曲：BAND-MAID，作詞：SAIKI
片尾曲夢じゃないならなんなのさ
演唱：Little Glee Monster。
插入曲
（第1话）
作词、作曲：甲本裕人
Ghost Dance（第1、2、7、9～11话）
演唱：莉莉纱（关根明良）、音羽（岛袋美由利）、蒂娜（福原綾香）、環（藤原夏海）／KANAMI(BAND-MAID)、AKANE(BAND-MAID)、SAIKI(BAND-MAID)、MISA(BAND-MAID)
第1話為莉莉紗、音羽演奏版，第2話為音羽演奏版，第7話為莉莉紗、音羽、環演奏版，第9話為莉莉紗、音羽、蒂娜、環演奏版，第10話為音羽、蒂娜、環演奏版，第11話為音羽演奏版
作曲：LITE，编曲：野崎心平
YOUTH（第3、9話）
演奏：莉莉紗、音羽、蒂娜、環／KANAMI(BAND-MAID)、AKANE(BAND-MAID)、SAIKI(BAND-MAID)、MISA(BAND-MAID)
第3話為莉莉紗、音羽演奏版
作曲：mudy on the 昨晚，編曲：野崎心平
宝島（第5話）
演奏：莉莉紗、音羽、Red Familiar／KANAMI(BAND-MAID)、MISA(BAND-MAID)、AKANE(BAND-MAID)、石戶谷""齊
作曲：和泉宏隆，編曲：野崎心平、大迫杏子
EDEN（第5話）
歌：石谷純/渡邊正親
作詞、作曲、編曲：野崎心平
Spirit Cold（第6、7話）
演奏：莉莉紗／KANAMI（BAND-MAID）
第7話為環演奏版
作曲、編曲：野崎心平
Shining my Love（第6、9話）
歌：（Vo ）／五十嵐裕美
作詞：Kimotto，作曲、編曲：野崎心平
fuss uppers（第7～9話）
演奏：莉莉紗、音羽、蒂娜、環
第7、8話為蒂娜演奏版
作曲：Sawagi，編曲：野崎心平
Bright Future（第12話）
歌：Bacchus(Vo )／小林裕介
作詞、作曲、編曲：野崎心平

### 各话列表
| 话数 | 标题                                  | 分镜                         | 演出               | 作画監督 | 总作画監督                                           | 首播日期      |
| ---- | ------------------------------------- | ---------------------------- | ------------------ | --- | ---------------------------------------------------- | ------------- |
| 01   | 幸会♡                                 | 绵田慎也                     | 安川央里           | 小川玖里周、吉野美贵、吉田和香子、大野勉、志贺祐香、谷口健太                                                                                           | 宫谷里沙                                             | 2025年 4月3日 |
| 01   | 吉他弹得这么烂 干脆别弹了!!!          | 绵田慎也                     | 安川央里           | 小川玖里周、吉野美贵、吉田和香子、大野勉、志贺祐香、谷口健太                                                                                           | 宫谷里沙                                             | 2025年 4月3日 |
| 02   | 来合奏吧♡                             | 安川央里                     | 山本惠             | 木村都彦、吉田和香子、三桥妙子、小川玖里周、陈岭、葛运祎、茅奕悅、汤夏、孙振亮、小螺、毛缟斑                                                           | 宫谷里沙、小川玖里周                                 | 4月10日       |
| 02   | 绝对不承认！                          | 安川央里                     | 山本惠             | 木村都彦、吉田和香子、三桥妙子、小川玖里周、陈岭、葛运祎、茅奕悅、汤夏、孙振亮、小螺、毛缟斑                                                           | 宫谷里沙、小川玖里周                                 | 4月10日       |
| 03   | 一起纵情享受吧!!!                     | 副岛惠文、中込健人           | 中込健人           | 志贺祐香、大野勉、尾崎正幸、中岛大智、孙振亮、甲鸟、汤夏、王渝、何文、杨中英、葛运祎                                                                   | 宫谷里沙、小川玖里周                                 | 4月17日       |
| 03   | 要不要组乐队?                         | 副岛惠文、中込健人           | 中込健人           | 志贺祐香、大野勉、尾崎正幸、中岛大智、孙振亮、甲鸟、汤夏、王渝、何文、杨中英、葛运祎                                                                   | 宫谷里沙、小川玖里周                                 | 4月17日       |
| 04   | 要试试招募员吗？                      | 宫崎渚                       | 小岛隆史           | 清水博幸、渡部桂太、胡云涛、廖菲、陆鑫、四季社、阿菁、何文、葛运祎、茅奕悦、拉普拉斯动画                                                               | 宫谷里沙、小川玖里周                                 | 4月24日       |
| 04   | 我要把她们赶出去！                    | 宫崎渚                       | 小岛隆史           | 清水博幸、渡部桂太、胡云涛、廖菲、陆鑫、四季社、阿菁、何文、葛运祎、茅奕悦、拉普拉斯动画                                                               | 宫谷里沙、小川玖里周                                 | 4月24日       |
| 05   | 真令人激动呢♡                         | 重田敦司、副島惠文           | 加藤显             | 田村万有、吉野美贵、志贺祐香、阿菁、尾崎正幸、木村都彦                                                                                                 | 宫谷里沙、小川玖里周                                 | 5月1日        |
| 05   | 我们已经掏出来了，你也掏出来看看啊!!! | 重田敦司、副島惠文           | 加藤显             | 田村万有、吉野美贵、志贺祐香、阿菁、尾崎正幸、木村都彦                                                                                                 | 宫谷里沙、小川玖里周                                 | 5月1日        |
| 06   | 能让我加入你们吗...？                 | 寺田和男                     | 山本惠、小岛隆史   | 中岛大智、阿菁、葛运祎、杨中英、小螺、富春、飒飒、梦润、毛缟斑、王渝、朱泱、刘军                                                                       | 宫谷里沙、小川玖理周、志贺祐香、诹访可奈惠           | 5月8日        |
| 06   | 现在马上让她走人                      | 寺田和男                     | 山本惠、小岛隆史   | 中岛大智、阿菁、葛运祎、杨中英、小螺、富春、飒飒、梦润、毛缟斑、王渝、朱泱、刘军                                                                       | 宫谷里沙、小川玖理周、志贺祐香、诹访可奈惠           | 5月8日        |
| 07   | 我想改变自己...！                     | 西泽晋                       | 中込健人           | 志贺祐香、清水博幸、大野勉、阿菁、何文、杨中英、茅奕悦、胡云涛、廖菲、杨镇宇                                                                           | 小川玖理周、志贺祐香、诹访可奈惠                     | 5月15日       |
| 07   | 起码练到这种程度吧 菜鸟               | 西泽晋                       | 中込健人           | 志贺祐香、清水博幸、大野勉、阿菁、何文、杨中英、茅奕悦、胡云涛、廖菲、杨镇宇                                                                           | 小川玖理周、志贺祐香、诹访可奈惠                     | 5月15日       |
| 08   | 怎么可能是浪费!!                      | 大川贵大                     | 远藤广隆           | 志贺祐香、键山亚子、木村都彦、岩崎成希、桥口隼人、渡部桂太、阿菁、陈岭、富春、张臤                                                                     | 宫谷里沙、小川玖理周、诹访可奈惠、志贺祐香           | 5月22日       |
| 08   | 我有一个秘计♡                         | 大川贵大                     | 远藤广隆           | 志贺祐香、键山亚子、木村都彦、岩崎成希、桥口隼人、渡部桂太、阿菁、陈岭、富春、张臤                                                                     | 宫谷里沙、小川玖理周、诹访可奈惠、志贺祐香           | 5月22日       |
| 09   | 终于到我们上场了呢♡                   | 副岛惠文                     | 安川央里           | 服部真奈美、中岛大智、马场龙一、大野勉、和田喜彰、阿菁、葛运祎、何文、朱央                                                                             | 宫谷里沙、小川玖理周、诹访可奈惠、志贺祐香           | 5月29日       |
| 09   | 全都给我把嘴闭上!!!                   | 副岛惠文                     | 安川央里           | 服部真奈美、中岛大智、马场龙一、大野勉、和田喜彰、阿菁、葛运祎、何文、朱央                                                                             | 宫谷里沙、小川玖理周、诹访可奈惠、志贺祐香           | 5月29日       |
| 10   | 你的实力不止那么点吧!!                | 大槻敦史                     | 中野英明           | 米田雄哉、李雄宰、陈晟、平田卓也、An Minmi、大野勉、Triple A                                                                                           | 小川玖理周、诹访可奈惠、福田裕树                     | 6月5日        |
| 10   | 我想和她们一起玩摇滚!!!               | 大槻敦史                     | 中野英明           | 米田雄哉、李雄宰、陈晟、平田卓也、An Minmi、大野勉、Triple A                                                                                           | 小川玖理周、诹访可奈惠、福田裕树                     | 6月5日        |
| 11   | 我想成为高洁淑女                      |                              |                    | 吉野美贵、石田智子、和田喜彰、阿菁、杨俊、富春、孙振亮、毛缟斑、王渝                                                                                   | 小川玖理周、志贺祐香、诹访可奈惠                     | 6月12日       |
| 11   | 只是让我们起舞罢了                    |                              |                    | 吉野美贵、石田智子、和田喜彰、阿菁、杨俊、富春、孙振亮、毛缟斑、王渝                                                                                   | 小川玖理周、志贺祐香、诹访可奈惠                     | 6月12日       |
| 12   | 还请容我退出                          | 京極尚彦                     | 京極尚彦           | 服部真奈美、鍵山亞子、石川惠理、大野勉、岩崎成希、服部憲知、木村都彦、阿菁、楊中英、Triple A                                                           | 宮谷里沙、小川玖理周、諏訪可奈惠、福田裕樹、志賀祐香 | 6月19日       |
| 12   | 要证明我们是最棒的!!!                 | 京極尚彦                     | 京極尚彦           | 服部真奈美、鍵山亞子、石川惠理、大野勉、岩崎成希、服部憲知、木村都彦、阿菁、楊中英、Triple A                                                           | 宮谷里沙、小川玖理周、諏訪可奈惠、福田裕樹、志賀祐香 | 6月19日       |
| 13   | Rock Lady                             | 副島惠文、安川央里、綿田慎也 | 安川央里、綿田慎也 | 、中島大智、吉野美貴、岩崎成希、常定日和、朱嘉銘、鄧宏輝、王瑞浩、小村柚葉、和田喜彰、高橋晃、阿菁、何文、楊中英、茅奕悅、郭書夢、李欣然、謝博傑、張鵬 | 宮谷里沙、小川玖理周、諏訪可奈惠、志賀祐香           | 6月26日       |

### BD
| 卷數 | 發售日期           | 收錄話數 | 規格編號 |
| ---- | ------------------ | -------- | -------- |
| BOX  | 2025年10月29日預定 | 全13話   | BNP-0026 |

## 外部連結
- 漫畫官方網站（日語）
- 動畫官方網站（日語）
- 電視動畫的X（前Twitter）